# Werberatschläge
Werberatschläge waren ein Teil der Reklame für Kinofilme.

## Geschichte und Funktion
Mit der Etablierung des Verleihsystems für Kinofilme zu Beginn des 20. Jahrhunderts wurde eine Arbeitsteilung der Reklame für die Filme eingeführt. Der Verleih übernahm die landesweite Reklame, während die lokale Reklame Aufgabe der Kinos waren. Der Verleih unterstützte die Kinos mit Werberatschlägen. Sie enthielten in der Regel neben Inhalts- und Stabangaben auch Werbetexte, Schlagzeilen, Inseratvorlagen, Plakatmotive und Abbildungen. Wichtig waren insbesondere die Vorlagen für Anzeigen in der lokalen Presse. Diese wurden in verschiedenen Größen produziert, um den Preis der Anzeigen zu optimieren. Die Zeitung setzte in die Vorlagen nur das lokale Kino ein. Das volle Programm wurde nur für große Filme angeboten, für kleine Filme gab es manchmal nur einige Seiten Informationen für die Lokalpresse und Handzettel.

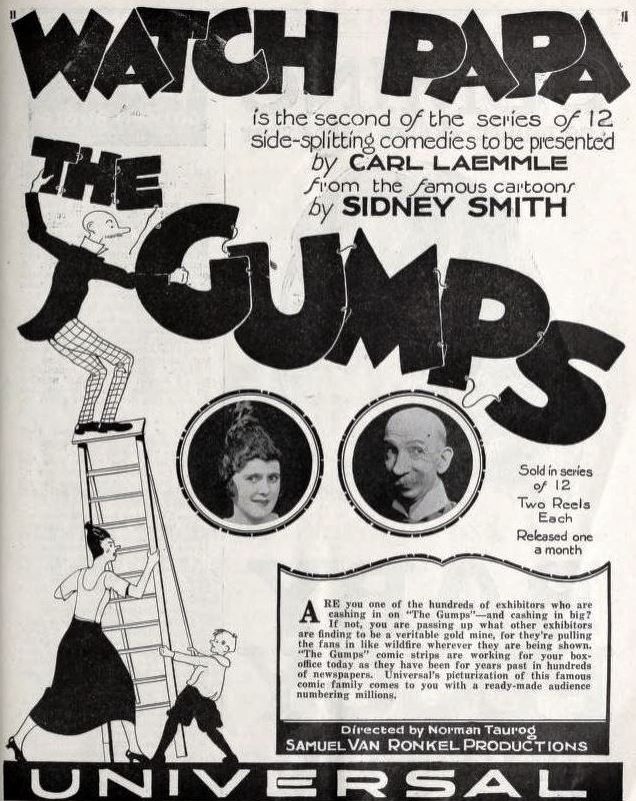
Beispiel Werberatschlag für Tageszeitung

In den 1950er/1960er Jahren waren diese Werberatschläge oftmals liebevoll gestaltete kleine Kunstwerke. Seit den 1980er Jahren wurden die Werberatschläge dann immer spärlicher. Im Zeitalter des Internet und flächendeckender Medienwerbung für Kinofilme hat der papierne Werberatschlag fast ausgedient. Oft gibt es nur noch 1 Blatt mit dem Allernötigsten, wozu eine Inhaltsangabe schon nicht mehr unbedingt zählt. Ähnlich wie für Kinoplakate gibt es heute eine Nachfrage von Sammlern nach historischen Werberatschlägen.